# Diastrophisme

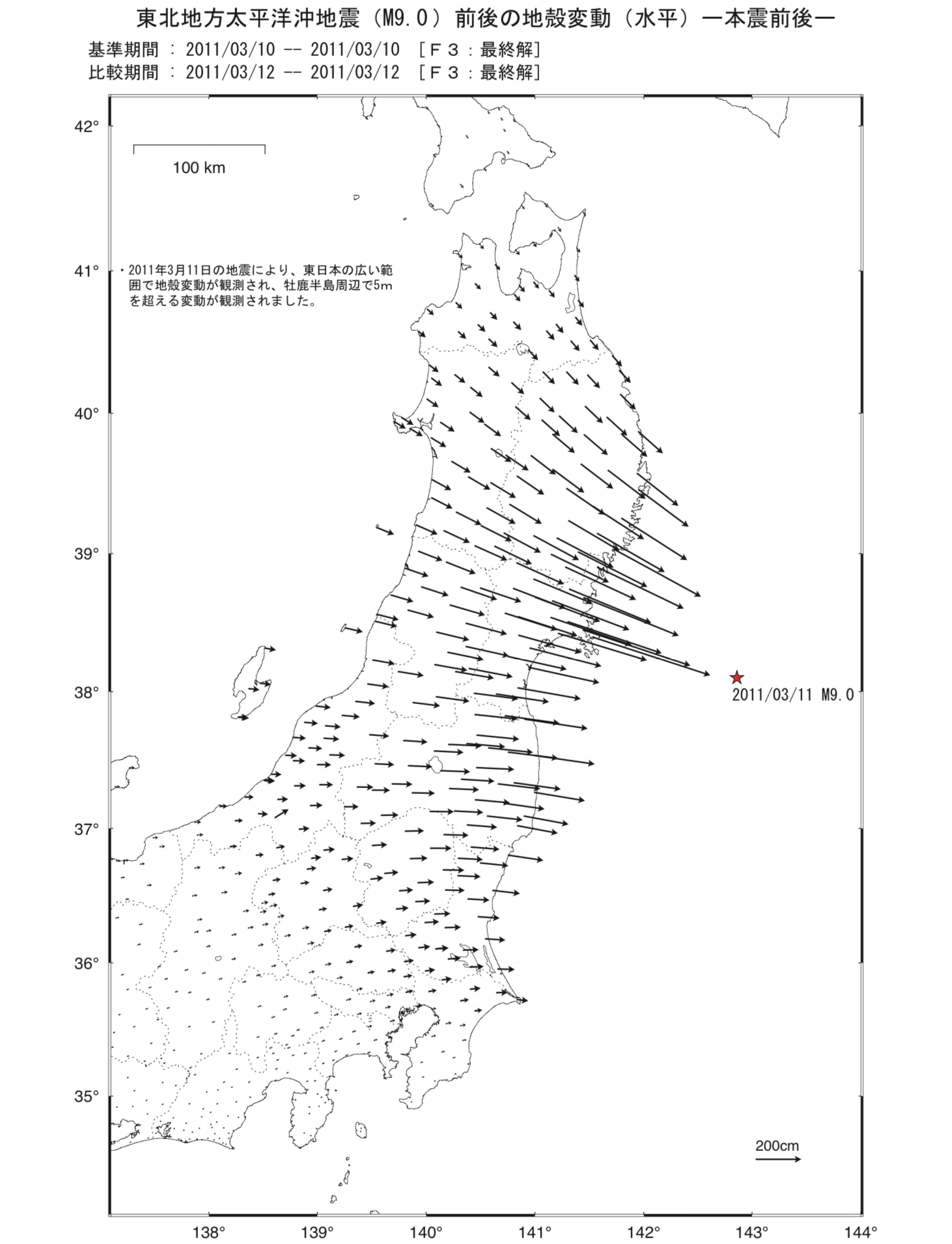
Diastrophisme lors du tremblement de terre de Tohoku en 2011

Le diastrophisme est le processus de déformation de la croûte terrestre qui produit des plissements et des failles. Le diastrophisme peut être considéré comme faisant partie de la géotectonique. Le mot est dérivé du grec ancien : διαστροϕή ['diastrophḗ'] (distorsion, luxation).
Le diastrophisme consiste en les déplacements des matériaux solides (plastique) de la croûte terrestre, en opposition au mouvement de matières en fusion associé au volcanisme. Ce mouvement peut entraîner la courbure ou la rupture de la roche. Les signes les plus évidents de mouvements diastrophiques sont souvent observés là où les roches sédimentaires ont été pliées, fracturées ou inclinées. Ces strates non horizontales fournissent une indication visuelle du mouvement. Le mouvement diastrophique peut être catégorisé en deux types : le plissement et la faille, les couches inclinées faisant généralement partie d'un synclinal ou d'un anticlinal plus large. Le mouvement diastrophique est souvent qualifié d'orogénique car il est associé à la formation de montagnes.
Il existe plusieurs théories sur les causes du mouvement diastrophique, telles que les pressions exercées par les courants de convection mantellique ou la montée du magma à travers la croûte. D'autres déformations peuvent être causées par l'impact de météorites et par des processus gravitationnels et d'érosion, tels que les glissements de terrain et les effondrements.
L'étude du diastrophisme englobe les différents phénomènes dans la croûte subissant les contraintes tectoniques, à savoir, des mouvements horizontaux linéaires ou de torsion, comme la dérive des continents, ainsi que des affaissements et des soulèvements verticaux de la lithosphère en réponse aux contraintes naturelles à la surface de la Terre, telles que le poids des montagnes, des lacs et des glaciers. Les conditions souterraines provoquent également des affaissements ou des soulèvements, appelés épirogénèse, sur de vastes zones de la surface terrestre sans déformation des strates rocheuses. Ces changements comprennent l'épaississement de la lithosphère par chevauchement, les changements de densité des roches de la lithosphère causés par le métamorphisme ou la dilatation et la contraction thermiques, l'augmentation du volume de l'asthénosphère (partie du manteau supérieur supportant la lithosphère) causée par l'hydratation de l'olivine, ainsi que les mouvements orogéniques (formant des montagnes).

## Interactions
Avec l'augmentation de la pression, les roches peuvent présenter quatre réponses distinctes :
1. Aucun changement observable.
2. Changement élastique avec récupération.
3. Changement plastique sans récupération.
4. Rupture sous pression.

Les forces qui provoquent la contrainte des roches sont de trois types :
1. Contrainte de compression : deux plaques se déplaçant ensemble ou une plaque poussant contre une autre immobile.
2. Contrainte de tension : une partie d'une plaque s'éloigne tandis qu'une autre reste immobile.
3. Contrainte de cisaillement : deux plaques glissent l'une sur l'autre.

Les roches peuvent résister à une certaine limite de contrainte avant de subir une déformation élastique, plastique ou une rupture. Cette adaptation au stress est appelée déformation.
La relation entre la contrainte et la déformation dépend de plusieurs variables, notamment :
1. La nature de la roche.
2. La température de la roche.
3. La vitesse à laquelle le stress est appliqué.
4. La pression de confinement exercée sur la roche.

En général, les roches résistent mieux à la compression qu'à la tension. Les roches froides ont tendance à se briser, tandis que les roches chaudes ont tendance à se déformer plastiquement.

## Développement historique du concept
À la fin du XIXe siècle, la théorie en cours était que la cause des plis et des failles géologiques était la compression latérale résultant du rétrécissement de la Terre provoqué par son refroidissement progressif. C'est aussi l'époque où le géologue autrichien Eduard Suess (1885–1908) propose la théorie eustatique qui a servi de fondement à l'explication du diastrophisme par le géologue américain Thomas Chamberlin. 
Dans le deuxième volume de Das Antlitz der Erde, Suess déclare qu'à travers les temps géologiques, la montée et la baisse du niveau de la mer étaient cartographiables sur toute la terre, c'est-à-dire que les périodes de transgression et de régression océaniques étaient corrélables à partir d'un continent à un autre. Suess postule qu'à mesure que les sédiments remplissaient les bassins océaniques, le niveau de la mer augmentait en conséquence et qu'il y avait périodiquement des événements d'affaissement rapide du fond de l'océan qui augmentaient la capacité volumique de l'océan et faisaient baisser le niveau. Chamberlin propose qu'à la place d'une contraction thermique, le mouvement diastrophique était provoqué par une contraction gravitationnelle. Aux États-Unis, ce n’est qu’à la fin des années 1960 que la convection thermique remplace les théories sur le rétrécissement de la Terre. 

## Lectures complémentaires
- Richard J. Chorley, « Diastrophic Background to Twentieth-Century Geomorphological Thought », Geological Society of America Bulletin, vol. 74, no 8,‎ 1963, p. 953-970 (ISSN 0016-7606, DOI 10.1130/0016-7606(1963)74[953:dbttgt]2.0.co;2, résumé)
- Tom L. McKnight et Darrel Hess, « The Internal Processes: Diastrophism », dans Physical Geography: A Landscape Appreciation, Upper Saddle River, NJ, Prentice Hall, 2000 (ISBN 0-13-020263-0, lire en ligne), p. 409

- Japon